# クロジマナガダラ
クロジマナガダラ (学名: Molva molva ) はタラ目に属する大型の海水魚である。体型は細長く、最大で全長2 mに達する。ヨーロッパ沿岸を中心とした北大西洋に生息し、特に北東大西洋では漁業の対象として非常に重要な魚種であるが、その漁業の持続可能性について懸念が表明されることもある。幅広い地域で食用とされ、鮮魚や干物の状態で流通するほか、スペインではその卵巣が珍味として愛好される。

## 形態
クロジマナガダラはタラ目に属する魚類の中では最大の種のひとつで、全長200 cm、体重30 kgに達する。2013年にはシェトランド諸島で体長180 cmの個体が釣り上げられたが、これはイギリスにおいてこれまでに釣り上げられた中で最大のクロジマナガダラである。体型は細長く、小さい頭部に小さい眼と大きな口をもつ。歯は大きく、上顎が下顎よりも飛び出ている。下顎にはひげがあり、感覚器官としてはたらく。背鰭は2つあり、前方の第一背鰭は短く14-15軟条を持ち、寸詰まりの形状を示す。続く第二背鰭はそれよりかなり横に長く61-68軟条をもち、全長にわたり高さが均一で、臀鰭とほぼ同じ長さである。臀鰭も横に長く伸びた形状を示し、58-64軟条をもつ。椎骨数は63から65までの間である。尾柄と腹鰭は短く、腹鰭は胸鰭の位置を越えない。
背側は緑褐色で不規則に班が入り、最も背側の部分は赤褐色になることもある。体側面と腹面はより明るい体色である。臀鰭と両背鰭は白く明瞭に縁取られ、後端側には黒い斑がみられる。この黒斑は第一背鰭の方が第二背鰭よりも目立つ。若い個体は成体よりも明るい体色を呈すことが多く、しばしば薄紫の輝線が入る。

## 分布
本種は北大西洋に生息する。生息域はカナダ東岸沖、グリーンランド南部、アイスランド、そしてバレンツ海からジブラルタル海峡までの北東大西洋、また地中海北西部まで広がっている。地中海では稀な種であり、北海ではスカゲラク海峡およびカテガット海峡以西でみられる。本種はこれまでのところアイリッシュ海、イギリス海峡、イングランド南東部からは記録されていない。

## 生態
本種は底生魚で、水深15-600 mかそれより深い岩石の多い海底でみられる。最もよくみられるのは水深100 mから400 mの間である。生後2年までの若い個体は沿岸性で浮き魚の性質を示し、水深15-20 mでみられる。生後3年以降はより深い海域に移る。オスは生後5年、体長約80 cmの時に、メスは生後5-6年、体長90-100 cmの時に性成熟に達する。産卵期は3月から7月で、卵と仔魚は浮遊性である。メスは1腹に20,000,000 - 60,000,000個の卵をもつとされる。産卵場はビスケー湾からノルウェー海では水深200 mで、南アイスランドでは水深100-300 mで、地中海では水深50-300 mで見つかっている。成長は早く、体長は生後1年の個体で平均20 cm、生後2年の個体で31-35 cm、その後は年8-10 cmの割合で成長する。記録されている最大寿命はオスで10年、メスで14年で、この時体長は約200 cmになっている。
基本的には単独で海底を泳ぎ、海底の岩の隙間や裂け目などに身を隠していることが多い。基本的に魚食性で、タイセイヨウダラ、タイセイヨウニシン、タラ科のTrisopterus esmarkiiなどが主な獲物だが、例えばロブスターといった甲殻類や、頭足類、そしてヒトデなどの棘皮動物も捕食することがある。

## 人間との関係

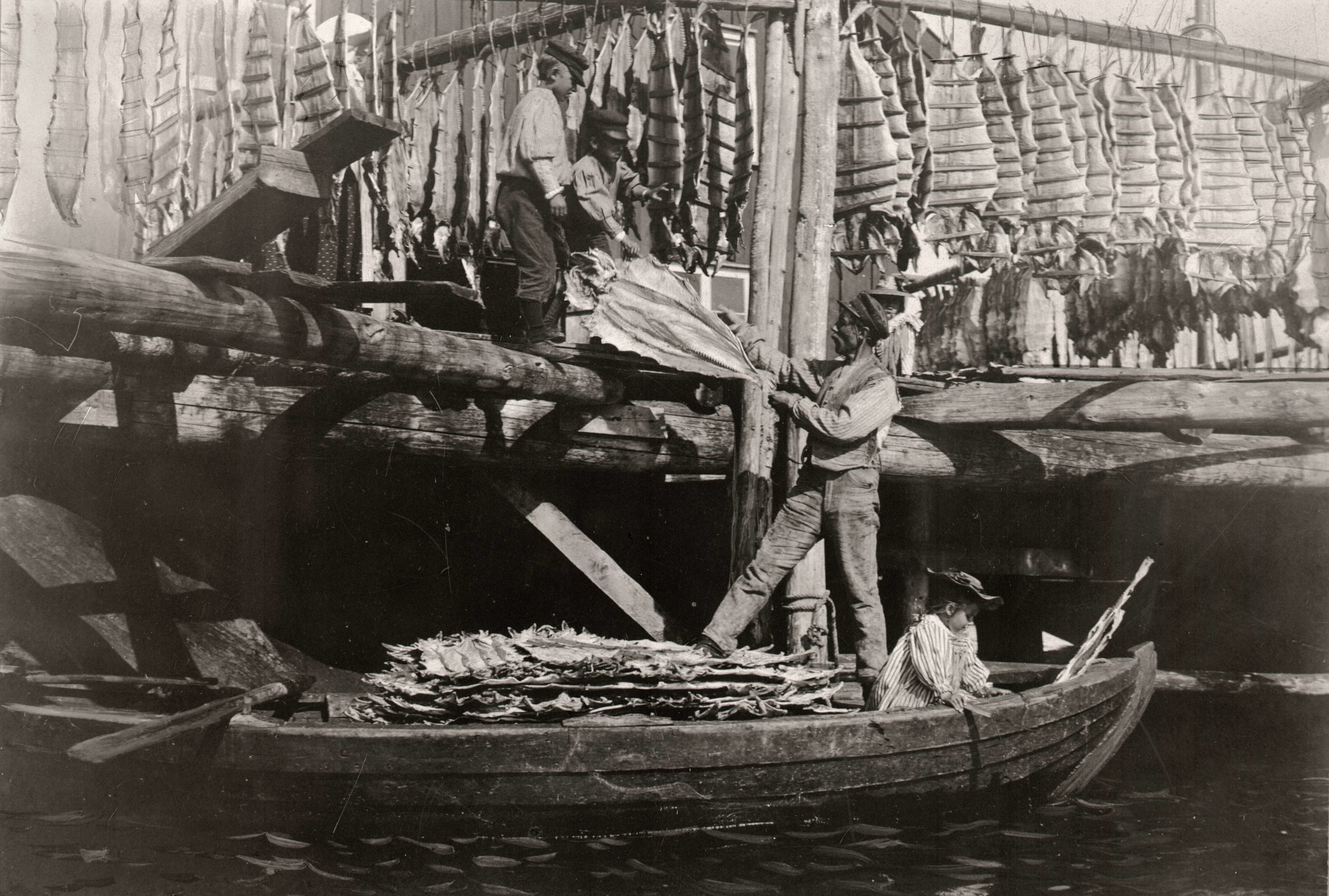
スウェーデン・Mollösundで本種の干物が作られている様子（1899年）

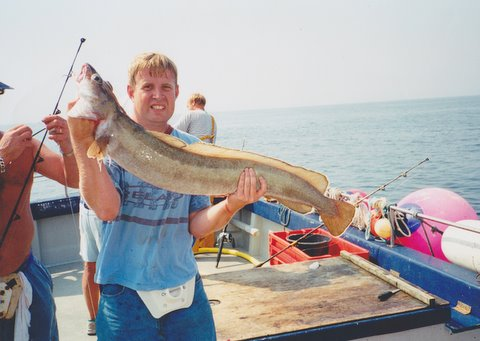
釣り上げられた大型の個体

本種は食用になり、鮮魚や塩漬け、干物、あるいは魚粉に加工されて流通し、フライなどにして食される。本種の卵巣の塩漬けはスペインではhuevas de maruca （マルーカの卵）と呼ばれ、カラスミに似た珍味として愛好されている。北欧の伝統食材であるルートフィスクを作るのにも用いられる。
主にトロール網を用いた商業漁業の対象になるが、ヨーロッパ本土やフェロー諸島では延縄も用いられる。釣りの対象ともなる。本種は深い海に生息する種であるため、釣り上げて水上まで到達した時には浮き袋が損傷していることが多い。そのためリリースしても魚体へのダメージが大きいと考えられ、釣るのは食用などに必要な量のみに留めることが推奨されている。
個体数は多く保全状態は良好であるとされることもあるが、その一方国際自然保護連合 (IUCN) は本種個体数やその変動についての正確なデータはないと表明し、データ不足 (DD)と評価している。環境保護団体のMarine Conservation Societyは、本種が混獲を伴うことの多いトロール漁業によって漁獲されているとして、持続可能な漁業のために「消費を避けるべき魚」のひとつに本種を指定している。 国際連合食糧農業機関 (FAO)の統計によると、1999年における世界での漁獲量は53,870 tであった。そのうち最も多くの量を漁獲したのはノルウェーで、漁獲量は19,215 tであった。